# Cuong Vu
Cuong Vu, född 19 september 1969 i Saigon, är en jazztrumpetare och vokalist.
Han föddes i Saigon men lämnade Vietnam 1975 (6 år gammal) med sin familj och bosatte sig i Bellevue, Washington (en förort till Seattle). Han lärde sig snabbt det engelska språket och anpassade sig till det amerikanska landet och kulturen. Fastän han lyssnade till traditionell vietnamesisk musik från sina hemtrakter fann den amerikanska popmusiken på radion underhållande.
Vu började spela trumpet vid 11 års ålder efter att han fått den i gåva av sin mamma. Under skoltiden spelade han i olika jazzband och blev intresserad av fusion jazz-artister som Michael Brecker, Pat Metheny, och Mike Stern, och började föredra en mer modernare jazz än klassiska stilar som bebop och swing.
Efter sin utbildning vid Bellevue High School vann han ett stipendium för att kunna börja på New England Conservatory of Music. Under sin tid där studerade han jazz med Joe Maneri, Geri Allen och Dave Holland. Under den här tiden utvecklade han ett intresse för klassiska kompositörer som Ludwig van Beethoven, Arnold Schönberg, Witold Lutosławski och György Ligeti.
1994 flyttade Vu till New York och etablerade sig snabbt som en av de mest innovativa och allsidiga trumpetare inom jazzvärlden. Även om han betecknar sig själv som en avant-garde-spelare, begränsar han inte sig själv till den här typen av spelande utan föredrar att använda sig av influenser från många olika former av modern jazz, även rock och funkmusik.
Han har framträtt tillsammans med Laurie Anderson, David Bowie, Dave Douglas, Cibo Matto, Gerry Hemingway, Bobby Previte, Mark Helias, Andy Laster, Orange Then Blue, Mitchell Froom, Matthias Lupri och Chris Speed. Han har turnerat med Pat Metheny som trumpetare och vokalist.
Han har lett en blandning av olika musikgrupper, inklusive sin trio med basisten Stomu Takeishi och trummisen Ted Poor; JACKhouse; Scratcher (med Holly Palmer); och VU-TET (med Jim Black, Curtis Hasselbring, Chris Speed och Stomu Takeishi).
2003 blev han tilldelad en Grammy Award för Best Contemporary Jazz Album för sitt arbete på Pat Metheny Groups album Speaking of Now från 2002.